# 栃木県道181号上高根沢氏家線

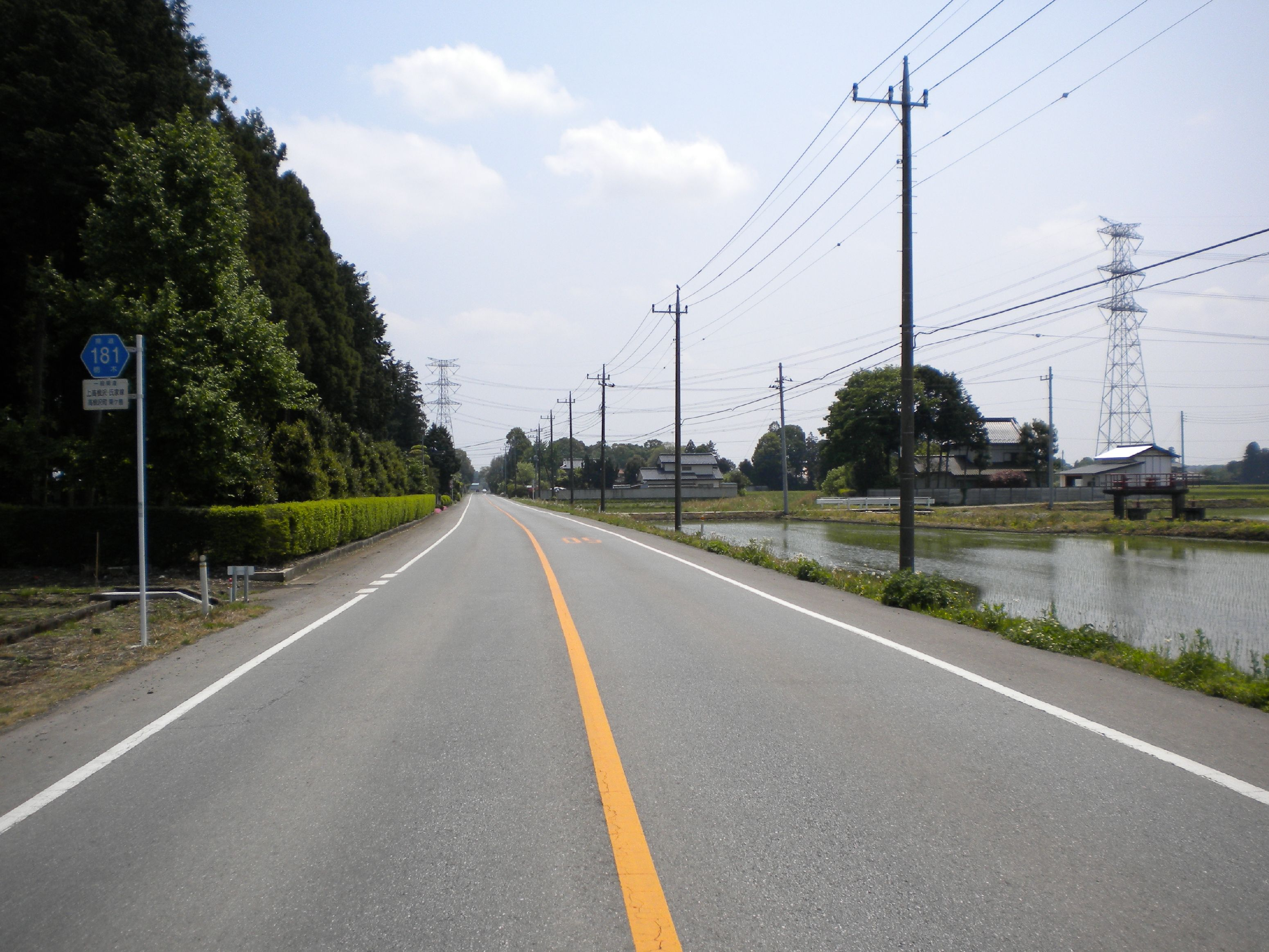
高根沢町栗ケ島付近

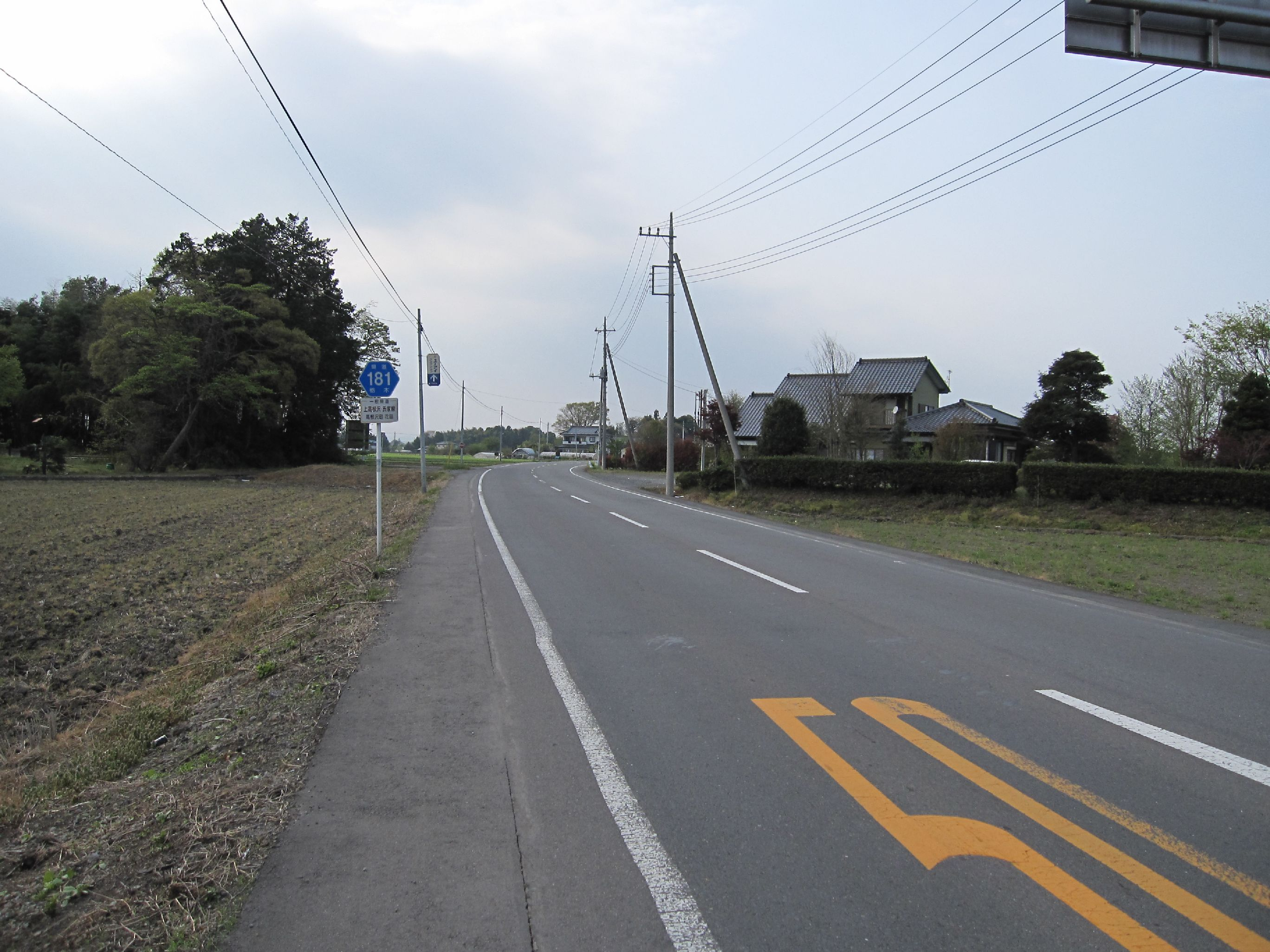
高根沢町花岡付近

栃木県道181号上高根沢氏家線（とちぎけんどう181ごう かみたかねざわうじいえせん）は、栃木県塩谷郡高根沢町とさくら市を結ぶ一般県道である。

## 概要
高根沢町の南東部から北西に向かい高根沢町北高根沢地区の中心（太田）を抜けて花岡でJR烏山線を越え、さくら市街地へ向かう道路。さくら市街地の国道293号以北の区間は旧国道4号となっており、国道293号を渡ってから国道4号現道が合流するまでは多数の商店等が立ち並ぶ。

## 路線データ
- 総延長：13.507km
- 実延長：12.635km
- 起点：栃木県塩谷郡高根沢町大字上高根沢（廻り谷交差点＝栃木県道64号宇都宮向田線交点）
- 終点：栃木県さくら市馬場（馬場北交差点＝国道4号交点）
- 認定：1961年（昭和36年）4月1日

## 通過自治体
- 栃木県
  - 塩谷郡高根沢町 - さくら市

## 交差する道路
- 栃木県道176号杉山石末線（高根沢町寺渡戸交差点から高根沢町平田・中郷交差点まで重複）
- 栃木県道341号宝積寺太田線（高根沢町寺渡戸交差点）
- 栃木県道10号宇都宮那須烏山線（高根沢町花岡交差点）
- 国道293号（氏家バイパス）（さくら市氏家交差点）
- 栃木県道107号氏家停車場線（さくら市氏家・氏家駅東入口交差点）

## 沿線施設
- JR烏山線 下野花岡駅
- さくら市役所
- 栃木県立さくら清修高等学校
- 栃木県警察 さくら警察署

## 歴史
- 1961年（昭和36年）4月1日 - 北高根沢氏家線として認定。
- 2008年（平成20年）4月1日 - 現在の路線名に改称。